# 立木勝
立木 勝（たき まさる、1906年8月2日 - 1987年4月13日）は、大分県知事（1971年 - 1979年）。官選も含めると第45・46代、公選のみでは第7・8代にあたる。

## 略歴
福岡県京都郡行橋町（※現在の行橋市、本籍は大分県大分市坂ノ市）出身。旧制大分中学校（現大分上野丘高校）、旧制第三高等学校を経て、1931年に東京帝国大学法学部政治学科を卒業し、東京市社会局、京城府の小林鉱業に勤務。
終戦後に大分市役所に入り、1953年に大分県庁に移る。1955年に木下郁が県知事に当選すると、総務部長に抜擢され、総務部長、出納長、副知事として16年間の木下県政の女房役を務めた。
1971年に木下が引退すると、その後を継いで大分県知事に初当選。1979年までの2期8年間、県知事を務める。県知事時代には、大分県県民の森の着工、大分医科大学開学、大分県立芸術会館開館、大洲総合運動公園開場等の福祉・文化施設の充実に力を入れるとともに、新大分空港開港、日豊本線の電化や中津駅の高架化、国道10号金池バイパス、国道217号臼津バイパス、臼杵坂ノ市有料道路の建設等の交通網整備を行った。